# Riley Thomson
Riley A. Thomson Jr. (Alhambra, 5 ottobre 1912 – 26 gennaio 1960) è stato un animatore e fumettista statunitense che ha trascorso gran parte della sua carriera lavorando con film e personaggi di Walt Disney. Ha diretto sei cortometraggi Disney tra cui I favolosi anni di fine secolo e L'ora della sinfonia.